# Phyllonorycter fitchella
Phyllonorycter fitchella là một loài bướm đêm thuộc họ Gracillariidae. Nó được tìm thấy ở Québec và Hoa Kỳ (bao gồm Connecticut, Kentucky, Pennsylvania, Texas, Illinois, New York, California, Florida, Georgia, Maine, Maryland, Michigan, Vermont, Colorado và Missouri).
Sải cánh dài 7.5–8 mm. Con trưởng thành bay từ tháng 3 đến tháng 10 in California.
Ấu trùng ăn Quercus species, bao gồm Quercus alba, Quercus bicolor, Quercus castanea, Quercus ilicifolia, Quercus macrocarpa, Quercus prinoides, Quercus prinus và Quercus stellata. Chúng ăn lá nơi chúng làm tổ.